# クビボソツヤクワガタ属
クビボソツヤクワガタ属（クビボソツヤクワガタぞく、Cantharolethrus）は昆虫綱・甲虫目・クワガタムシ科に属する分類群。

## 形態

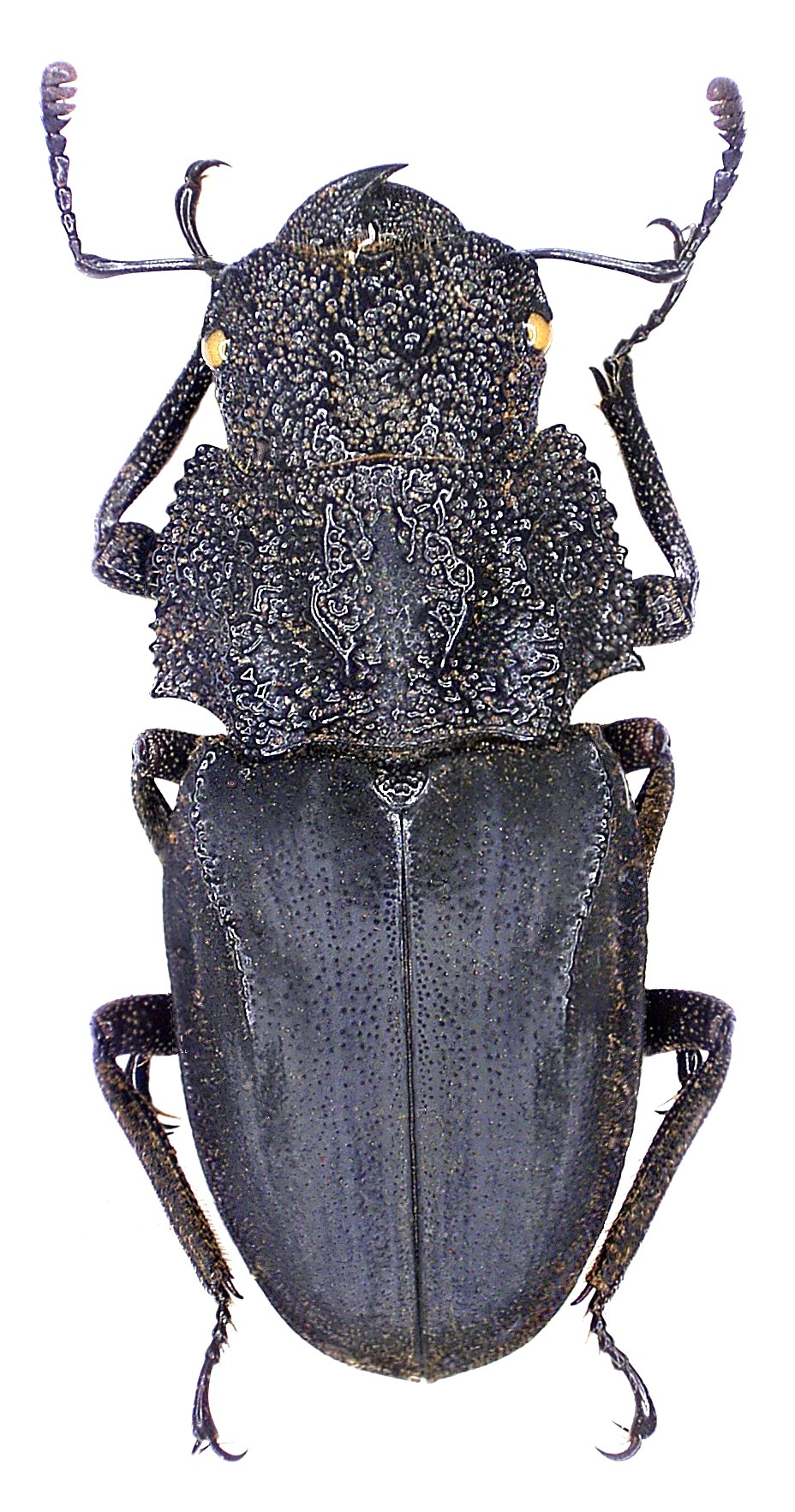
クビボソツヤクワガタ Cantharolethrus luxeri ♀。

体長は24-60mmで、クワガタムシの種類では中型の部類となる。
本属は雌雄共に黒一色。他のクワガタより複眼が相対的に小さく、オスは全身に強いツヤの表皮だが、似た体色でもツヤクワガタ属に近縁という訳では無い。脚部は同じ南米産のホソクワガタ属に似て、前脚に2-3程の突起があっても、中脚と後脚には突起は生えない。和名の示す通り、頭部と前胸部の接続部は絞られた様に細く、全体的に砂時計のような形となる。更に他のクワガタに比べて触角が体の大きさに比べて長く、伸ばせば体長の半分ほどになる。
メスの頭部も他のクワガタより細くなり、複眼が小さく、頭部と前胸部には粗い点刻が発達し、前翅は艶消しで基部に1対の縦筋があり、オスと同属とは思えないほど異質な外見を示す。

## 分布
本属は中央アメリカのコスタリカから南アメリカ西北部まで沿って狭く分布する。

## 作物被害
成虫は生息地に於いて、大顎で植物の茎や果実を傷つけ、そこから滲み出る汁を吸うが、アボカド農園に飛来し、アボカドの茎や実を傷つけ、台無しにしてしまう事から、クワガタムシの仲間では数少ない害虫として嫌われるグループになる。

## 分類
以下6種1亜種が知られている。
アザンブレクビボソツヤクワガタ C.azambrei Boileau
エクアドル・コロンビア・ペルー（フニン県・ウカヤリ県）。大アゴは幅広く、弧があり、内歯は中央に付く。短歯型も以上の特徴を維持し、同属との区別は容易い。体長25-45mm。
バックレイクビボソツヤクワガタ C.buckleyi Parry
C.luxeriiと似ているが、大アゴ基部の屈曲はやや弱い。体長25-37mm
C. homoderoides Kreische
コスタリカ。情報が少なく、本属中の他種との外見上の差異が最も大きい。大アゴは途中で屈曲しLの字形となり、基部と中央の内歯は幅広い、頭部はメンガタクワガタ属のような衝立状となる。
クビボソツヤクワガタ C.luxeri (Buquet)
学名からルクセルクビボソツヤクワガタと呼ばれる事もある。本属の基準種でかつ、最大種。大アゴ基部は直角的に屈曲し、その後直線的に伸びて、内歯は先端付近に付く。体長24-60mm
C. luxeri luxeri
コロンビア・エクアドル。原名亜種。
C. luxeri inflexus
コスタリカ・パナマ。かつて独立種として記載される。
ペルビアヌスクビボソツヤクワガタ C.peruvianus Heller
ペルー・ボリビア・コロンビア。大アゴ基部は屈曲せず、背側から見ると直線的に伸びる。別種として記載されたエロンガトゥスクビボソツヤクワガタ（C.elongatus）は本種のシノニムと思われる。
ステインヘイルクビボソツヤクワガタ C.steinheili Parry
ペルー（フニン県・ワヌコ）。前胸部は幅広い。大アゴは艶消し、基部はさほど屈曲せず、途中から強く下側に湾曲し、内歯は先端に集約し三股のような形となる。体長27-57mm

## 文献
- 今森光彦『『世界のクワガタムシ』』アリス館、2001年。ISBN　97847520016760。
- 『世界のカブトムシ』　小学館、1992年。
- 『学研の図鑑 カブトムシ・クワガタムシ』学研、2001年。ISBN4　055004214　。